# Christel Goltz
Christel Goltz (Dortmund, 8 luglio 1912 – Baden, 14 novembre 2008) è stata un soprano tedesco.
Uno dei principali soprani drammatici della sua generazione, possedeva una voce ricca con una gamma e un'intensità brillanti. Era particolarmente associata alle opere di Richard Strauss, in particolare Salomè ed Elettra, e alle opere contemporanee.

## Biografia
Nata a Dortmund, studiò a Monaco di Baviera con Ornelli-Leeb e con Theodor Schenk, suo futuro marito. Dopo aver interpretato piccoli ruoli, fece il suo debutto ufficiale a Fürth ne Il franco cacciatore nel 1935. Cantò per una stagione a Plauen, prima di unirsi alla compagnia dei principali soprani allo Staatsoper di Dresda su invito di Karl Böhm nel 1936, per poi rimanervi fino al 1950. Iniziò ad apparire sia alla Staatsoper di Berlino che alla Deutsche Oper Berlin nel 1947, nonché all'Opera di Monaco e alla Wiener Staatsoper nel 1950. A partire dal 1951 fece anche apparizioni come ospite a Salisburgo, Milano, Roma, Bruxelles, Parigi, Londra, Buenos Aires e cantò al Metropolitan Opera nel 1954.
Oltre a Salomè ed Elettra, cantò in opere come Jenůfa, Wozzeck,  La donna senza ombra, Fidelio e Idomeneo. inoltre fu la prima interprete del ruolo principale in Antigone di Carl Orff e Penelope di Rolf Liebermann.
Un'attrice di canto intensa con una voce chiara e potente di vasta gamma, cantò in diverse opere italiane, in particolare nella Turandot.
Morì a Baden, in Austria, all'età di 96 anni.

## Repertorio
- Ludwig van Beethoven
  - Fidelio (Leonora)
- Alban Berg
  - Wozzeck (Marie)
- Pëtr Il'ič Čajkovskij
  - La dama di picche (Lisa)
- Eugen d'Albert
  - Tiefland (Martha)
- Christoph Willibald Gluck
  - Alceste (Alceste)
- Charles Gounod
  - Faust (Sièbel)
- Engelbert Humperdinck
  - Hänsel e Gretel (Hänsel)
- Leoš Janáček
  - Jenůfa (Jenůfa; Kostelnička)
- Rolf Liebermann
  - Penelope (Penelope)
- Pietro Mascagni
  - Cavalleria rusticana (Santuzza)
- Wolfgang Amadeus Mozart
  - Idomeneo (Elettra)
  - Le nozze di Figaro (Cherubino; Contessa d'Almaviva)
  - Don Giovanni (Donna Anna)
  - Così fan tutte (Fiordiligi)
  - Il flauto magico (Prima dama)
- Jacques Offenbach
  - I racconti di Hoffmann (Giulietta)
- Carl Orff
  - Antigone (Antigone)
  - Oedipus der Tyrann (Giocasta)
- Francis Poulenc
  - I dialoghi delle Carmelitane (Madre Maria)
- Sergej Sergeevič Prokof'ev
  - L'angelo di fuoco (Renata)
- Giacomo Puccini
  - Tosca (Floria Tosca)
  - Turandot (Turandot)
- Franz Schmidt
  - Nôtre Dame (Esmeralda)
- Richard Strauss
  - Salomè (Salomè)
  - Elettra (Elettra)
  - Il cavaliere della rosa (Ottaviano)
  - Arianna a Nasso (Arianna/Primadonna)
  - La donna senz'ombra (La moglie di Barak)
  - Arabella (Arabella; Adelaide)
  - Capriccio (La Contessa; Clairon)
- Giuseppe Verdi
  - Nabucco (Abigaille)
  - Macbeth (Lady Macbeth)
  - Il trovatore (Leonora)
  - Un ballo in maschera (Amelia)
  - Don Carlo (Elisabetta di Valois)
  - Aida (Aida)
- Richard Wagner
  - L'olandese volante (Senta)
  - Tannhäuser (Elisabeth)
  - Lohengrin (Elsa di Brabante)
  - Tristano e Isotta (Isotta)
  - I maestri cantori di Norimberga (Eva)
  - Il crepuscolo degli dei (Terza Norna)
- Carl Maria von Weber
  - Il franco cacciatore (Agata)
  - Oberon (Rezia)

## Registrazioni
- Salome - Christel Goltz, Inger Karen, Bernd Aldenhoff, Josef Herrmann - Saxon State Orchestra, Joseph Keilberth - Oceana (1950)
- Turandot - Christel Goltz, Hans Hopf, Teresa Stich-Randall, Wilhelm Schirp - Coro e orchestra radiofonica di Colonia, Georg Solti - Cantus Classics (1956) cantati in tedesco